# The Pipettes
The Pipettes sono state un gruppo musicale britannico indie pop composto da sole ragazze con suoni provenienti dalla tradizione e dalla cultura pop.

## Storia del gruppo

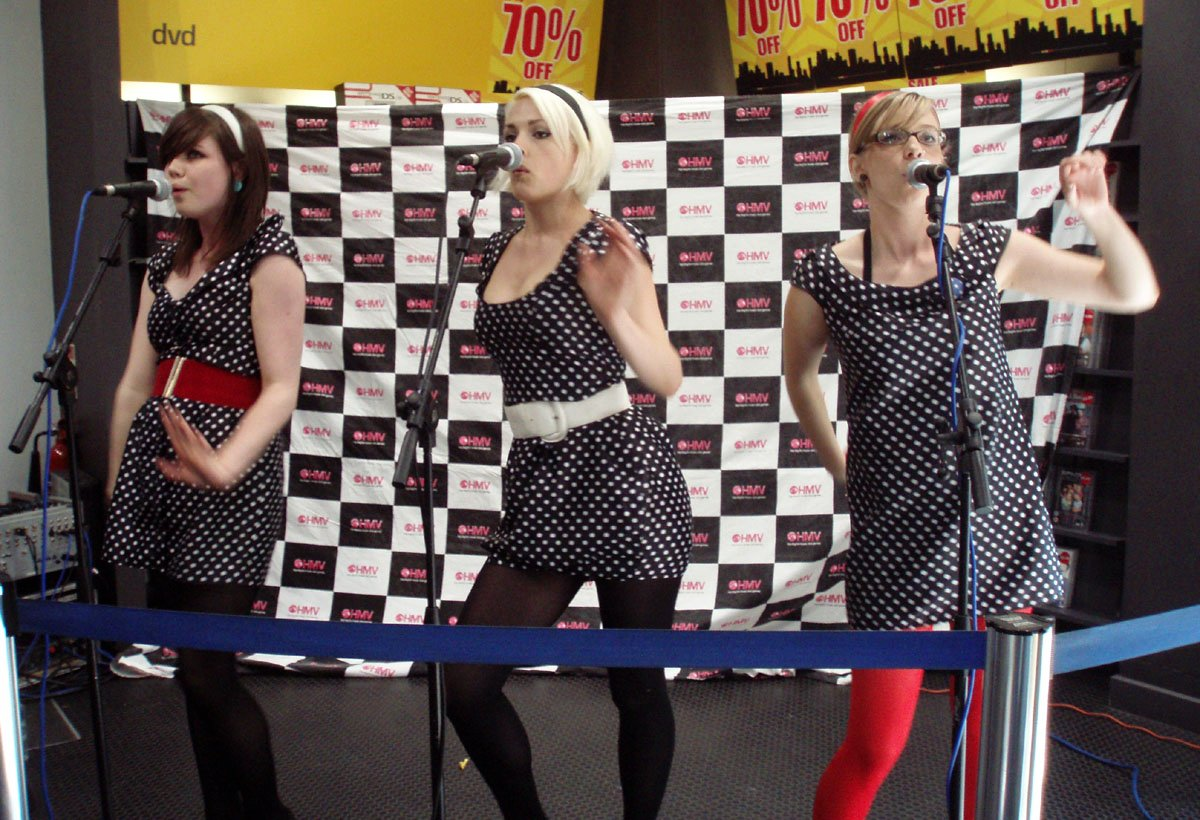
The Pipettes, nella vecchia formazione, in concerto. Da sinistra: Rosay, Gwenno e Becki

Monster Bobby, il promoter della band, ha messo insieme questo gruppo al fine di far rivivere il suono della tradizione pop alla Phil Spector. A tale fine ha reclutato tre cantanti che sarebbero state al centro dell'attenzione del pubblico, e una band composta da soli uomini, chiamata The Cassettes, che le avrebbe accompagnate aggiungendo un tocco di mistero e enfatizzando il ruolo delle cantanti. Il gruppo era inizialmente composto da Rose ("Rosay"), Julia ("The Duchesse (of Darkness)" o "Julia Caesar"), RiotBecki, Jon, Seb, Joe ("Robin of Loxley") e Bobby. Nell'Aprile del 2005 uno dei membri fondatori, Julia, lascia il gruppo per concentrarsi sul suo progetto The Indelicates e venne così sostituita da Gwenno. Nel 2005 pubblicano tre edizioni limitate in vinile. Il loro album di debutto uscì il 17 luglio 2006 in Gran Bretagna e arrivò fino al 41 posto nella Official Albums Chart.
Nel 2005 firmano il contratto con la Memphis Industries e aprono concerti per The Magic Numbers e British Sea Power. Ciò che è più incisivo dei loro live sono le tre cantanti vestite in ugual modo (lunghi vestiti a pois in stile vintage) che eseguono coreografie sincronizzate durante lo svolgersi delle canzoni.
Nel 2006 esce il loro primo album intitolato We Are the Pipettes, ottenendo ottime recensioni anche dalla stampa italiana (v. Il Mucchio Selvaggio).  Il loro singolo di debutto Dirty Mind ha raggiunto il 61º posto nella classifiche di vendita britanniche, il singolo Your Kisses are Wasted on Me pubblicato il 27 marzo ha raggiunto il 35°; il loro ultimo singolo Pull Shapes trasmesso in anteprima sulla BBC Radio 1 il 15 marzo 2006 e pubblicato il 3 luglio ha raggiunto il 26°, ed appare nella colonna sonora del film italiano "Notte Prima Degli Esami-Oggi", diretto dal regista Fausto Brizzi. Nel giugno 2007 il batterista Joe lascia il gruppo per concentrarsi sulla sua band Joe Lean and the Jing Jang Jong; viene sostituito da Jason Adelinia. Poco più tardi, la cantante Julia Klark-Lowes decide di lasciare il gruppo per formare i The Indelicates.
Il 18 aprile 2008 è stato annunciato sul Myspace del gruppo che RiotBecki e Rosay hanno lasciato il gruppo per seguire altri progetti musicali e che sono state sostituite da Anna e Ani (quest'ultima è sorella di Gwenno). Nel febbraio 2009 Beth Mburu-Bowie sostituisce Anna McDonald. La nuova line-up esordisce live nel mese di marzo. Beth effettua il tour e registra il secondo album, prima di lasciare il progetto. Il secondo disco, Earth vs. The Pipettes, prodotto da Martin Rushent, viene pubblicato nel 2010, anticipato dal singolo Stop the Music.
Il secondo album del gruppo, Earth vs. The Pipettes, è stato pubblicato il 6 settembre 2010, seguito dai singoli Call Me e da un altro stand-alone Boo Shuffle, tributo postumo al produttore Martin Rushent. A causa dello scarso successo dell'album, nel 2011 il gruppo si è sciolto.

## Stile
Molti critici hanno messo in evidenza la somiglianza de The Pipettes con un altro gruppo proveniente dagli anni sessanta, le Ronettes, il gruppo pop vocale al femminile prodotto dal già citato Phil Spector.

## Formazione
- Gwenno – voce, tastiera
- Anna - voce
- Ani – voce
- Bobby – chitarra
- Jon – basso
- Seb – tastiera
- Jason – batteria

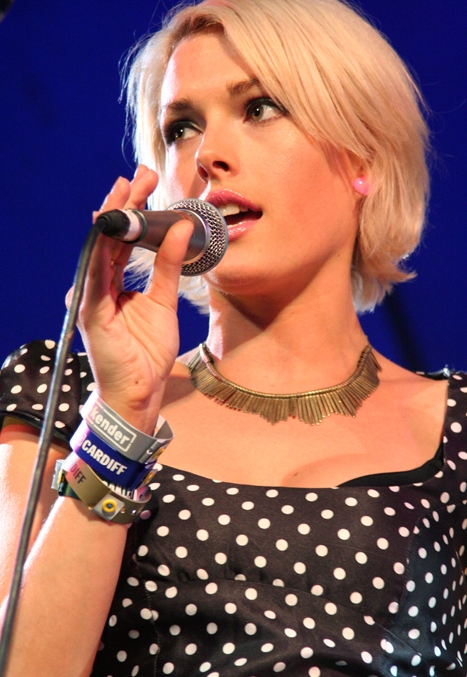
Gwenno
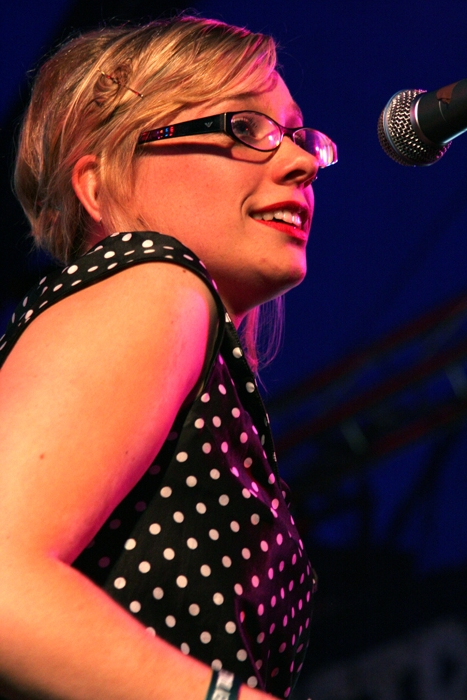
Riot Becki
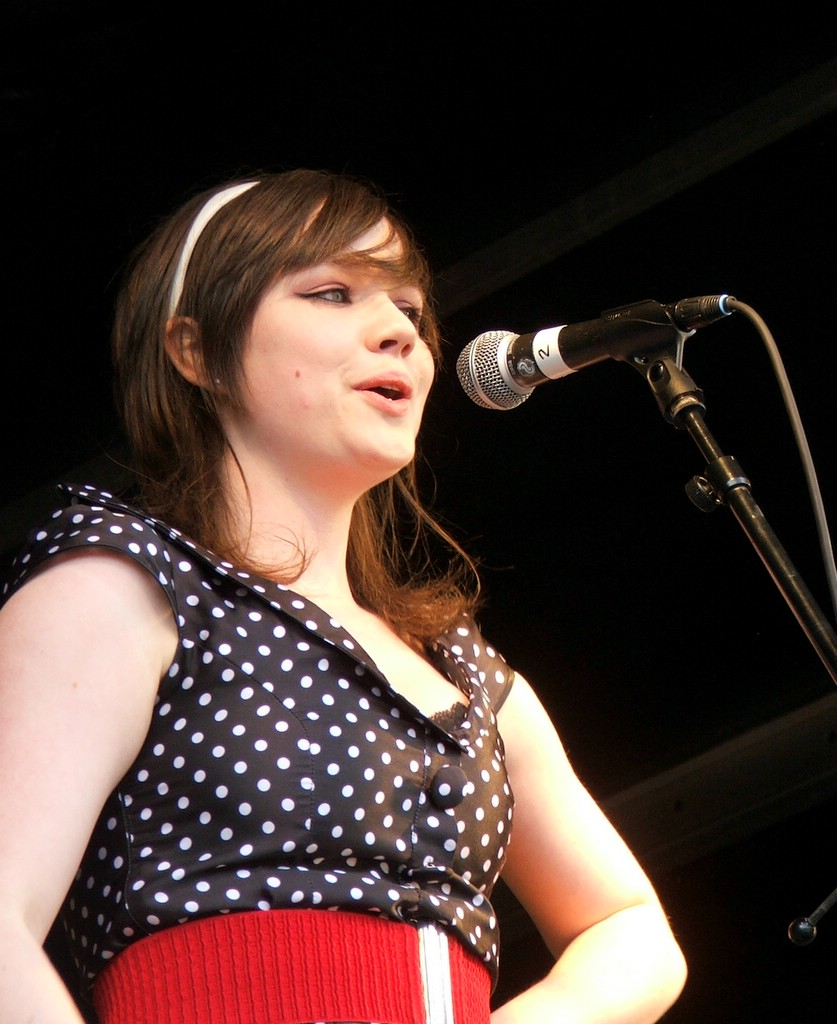
Rosay

## Discografia

### Album in studio
- 2006 – We Are the Pipettes
- 2010 – Earth vs. The Pipettes

### Singoli
| Anno | Titolo                                   | Album di provenienza   |
| ---- | ---------------------------------------- | ---------------------- |
| 2004 | Pipettes Christmas Single                | —                      |
| 2005 | I Like a Boy in Uniform (School Uniform) | —                      |
| 2005 | ABC                                      | We Are the Pipettes    |
| 2005 | Judy                                     | We Are the Pipettes    |
| 2005 | Dirty Mind                               | We Are the Pipettes    |
| 2006 | Your Kisses are Wasted on Me             | We Are the Pipettes    |
| 2006 | Pull Shapes                              | We Are the Pipettes    |
| 2010 | Our Love Was Saved by Spacemen           | Earth vs. the Pipettes |
| 2010 | Stop the Music                           | Earth vs. the Pipettes |
| 2010 | Call Me                                  | Earth vs. the Pipettes |

### Altre partecipazioni
- 2005 – Kiss Kiss Bang Bang
- 2006 – Rough Trade Counter Culture Compilation 2005
- 2006 – The Memphis Family Album